# Moers
Moers of Mörs, in het Nederlands (verouderd) en uit te spreken als Meurs,  is een stad en gemeente in de Duitse deelstaat Noordrijn-Westfalen. De Nederrijnse stad telt 103.487 inwoners (31 december 2020) op een oppervlakte van 67,69 km².
De stad ligt in het Regierungsbezirk (regio) Düsseldorf. Moers is de grootste stad van Kreis Wesel.

## Geschiedenis
Vanaf de middeleeuwen tot aan de Franse bezetting in de 19e eeuw was Moers de hoofdplaats van het vorstendom Meurs. Tijdens de Tachtigjarige Oorlog is Meurs diverse keren belegerd. Zo veroverde Maurits van Oranje de stad in 1597 tijdens het Beleg van Meurs.

### Huis Oranje
Na de dood van gravin Walburga van Nieuwenaar in mei 1600 erfde Maurits van Nassau, de latere prins van Oranje, de stad als beloning omdat hij het leger van de Spaanse koning uit de stad verdreven had tijdens het beleg in 1597. Maurits liet door zijn vestingbouwmeester Simon Stevin het kasteel en de stad naar de nieuwste inzichten van de vestingbouw uit die tijd ombouwen tot een sterke vesting met citadel. De stervormige grachten en stadswallen voorzien van ravelijnen en lunetten zijn vandaag de dag nog goed herkenbaar. De Oranjes heersten tot 1702 in Meurs. In die periode maakte de stad een grote bloei door. In 1702 ging Moers door vererving over in het bezit van het huis Brandenburg-Pruisen. Na 1702 woonden er nog veel Nederlanders in Moers. Tien jaar later in 1712 kwam aan deze situatie een einde, toen graaf Leopold I van Anhalt-Dessau alle overgebleven Nederlanders in opdracht van de Pruisische koning Frederik I verjoeg.

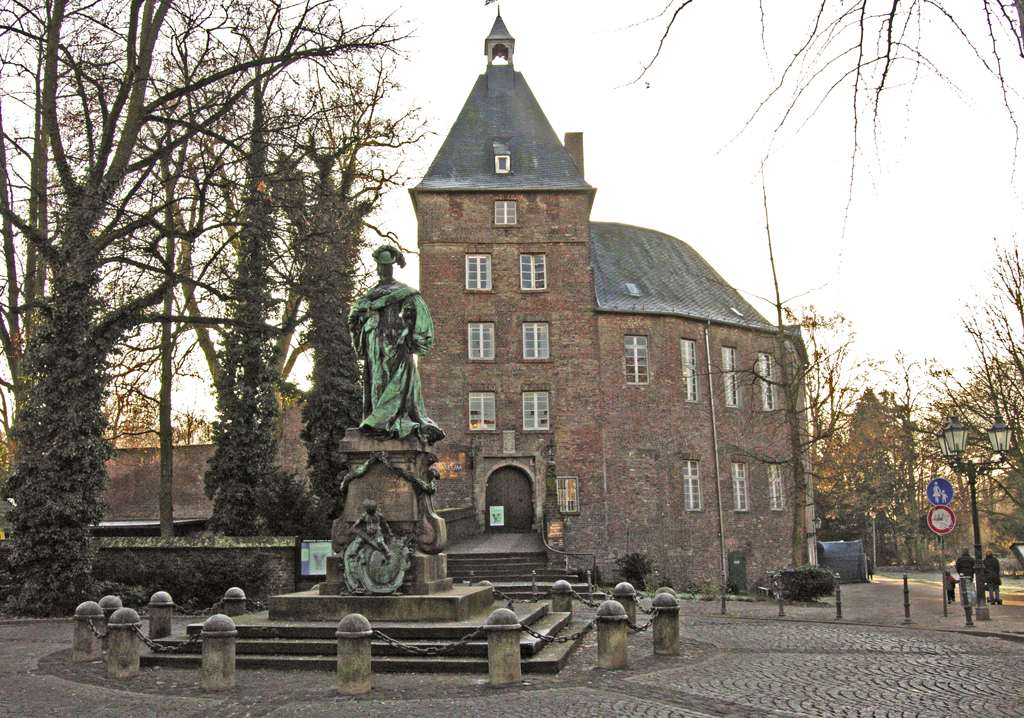
Het kasteel van Moers
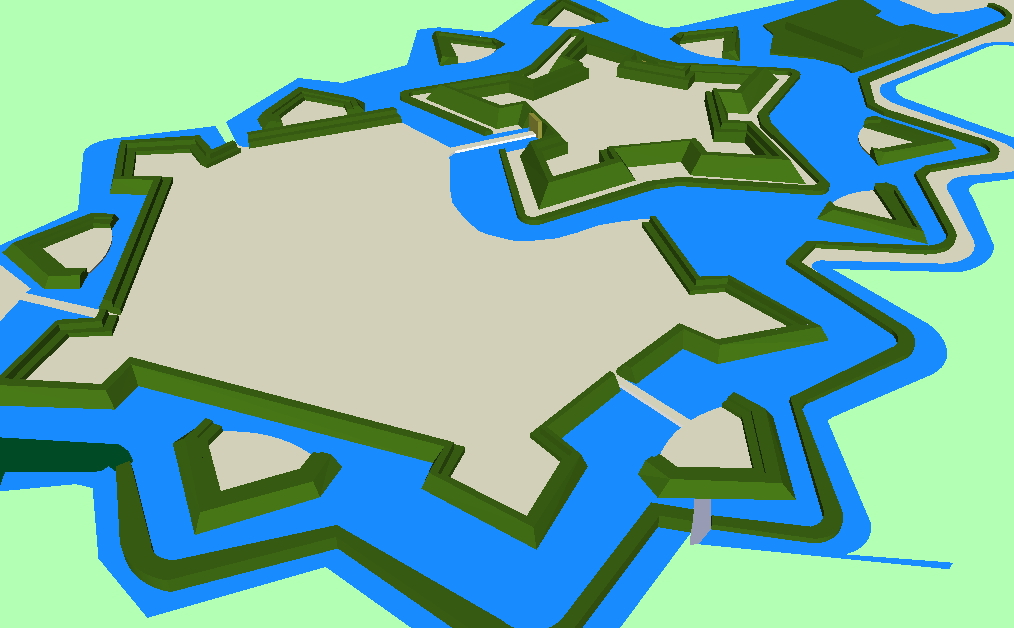
Vestingontwerp Moers door Simon Stevin

## Cultuur
Moers is mede bekend vanwege het jazz-georiënteerde Moers Festival dat sinds 1972 jaarlijks plaatsvindt.

## Stadsindeling
Moers is ingedeeld in drie stadsdelen - Moers, Kapellen en Rheinkamp - en 22 woonplaatsen.

## Geboren
- Gerhard Tersteegen (1697-1769), mysticus en schrijver van geestelijke liederen
- Suzanne Krol (1932-2022), atlete
- Hubert Hahne (1935-2019), Formule 1-coureur
- Stephen Parsick (1972), musicus
- Christian Ehrhoff (1982), ijshockeyer
- Lisa Vitting (1991), zwemster

## Galerij

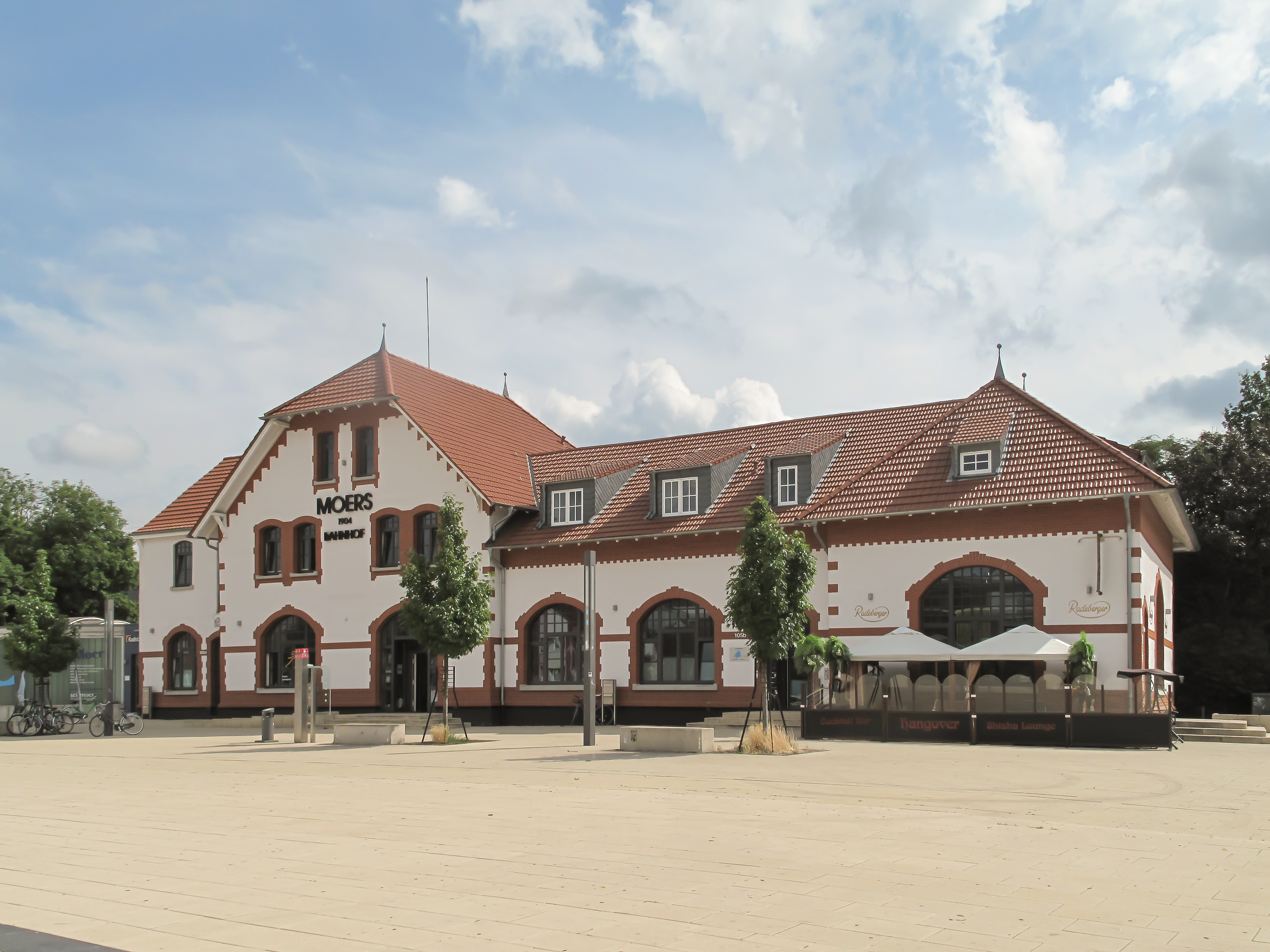
Stationsgebouw van Moers
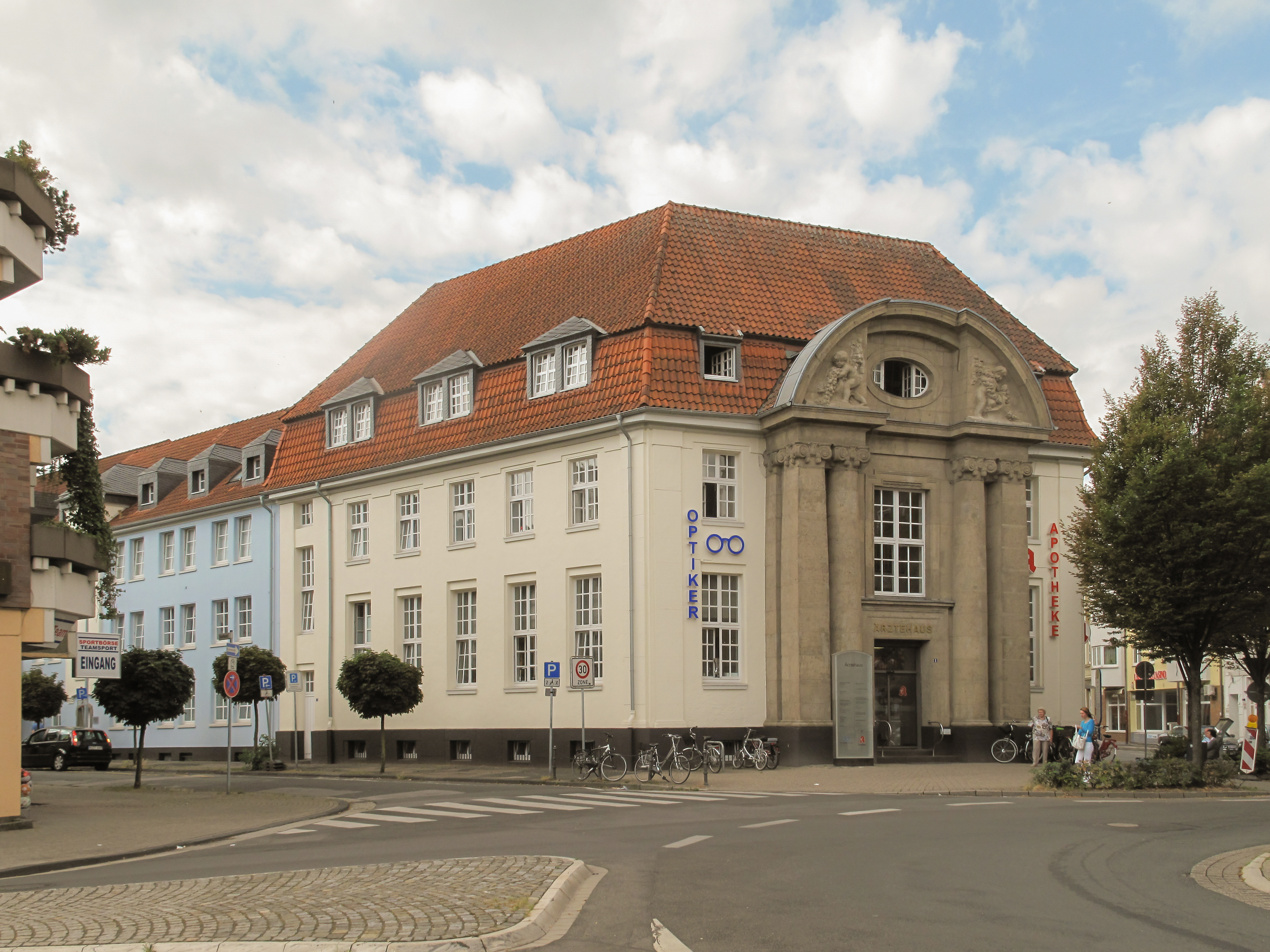
Monumentaal pand: das Ärtzehaus
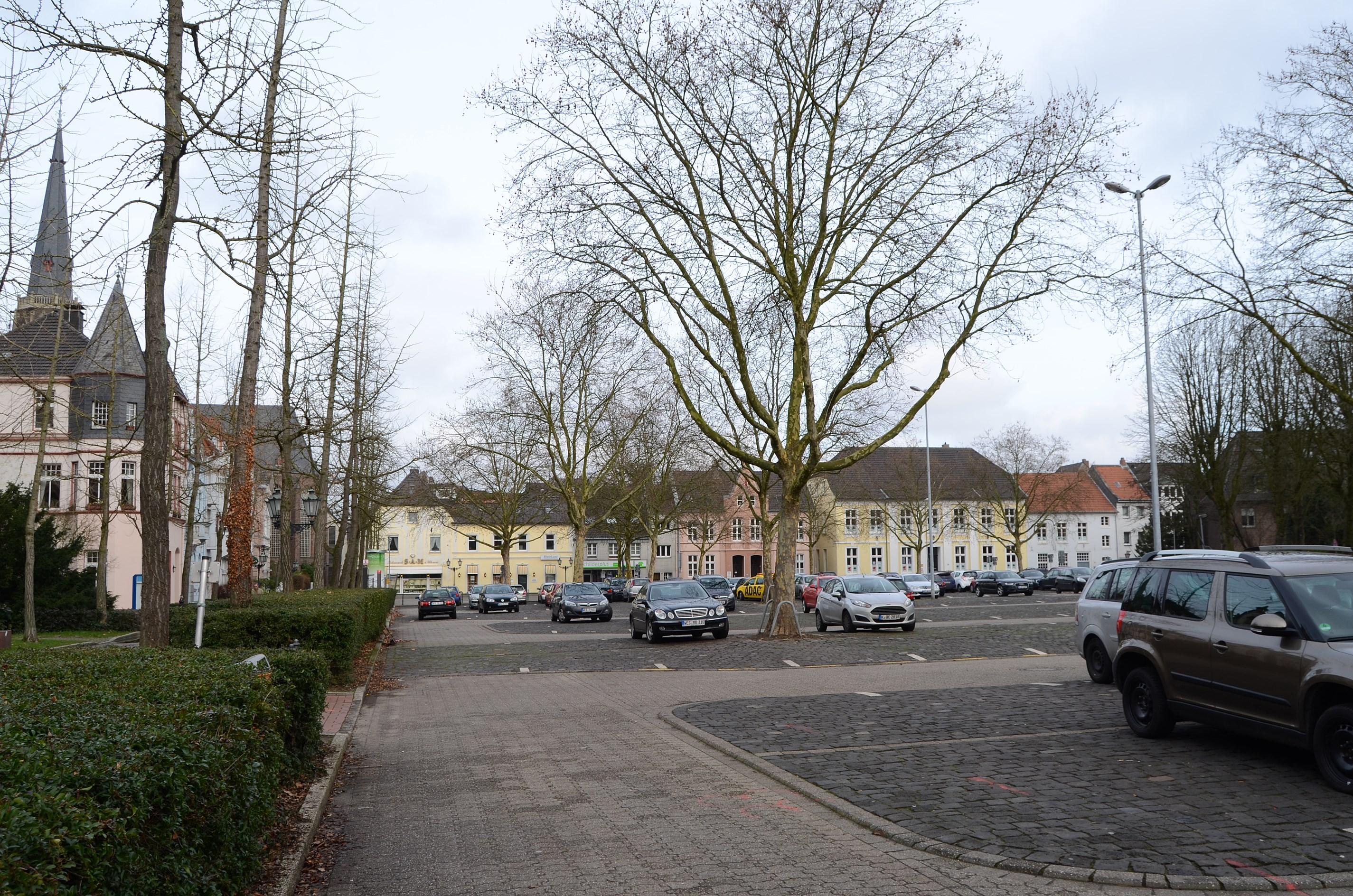
Kastellplatz

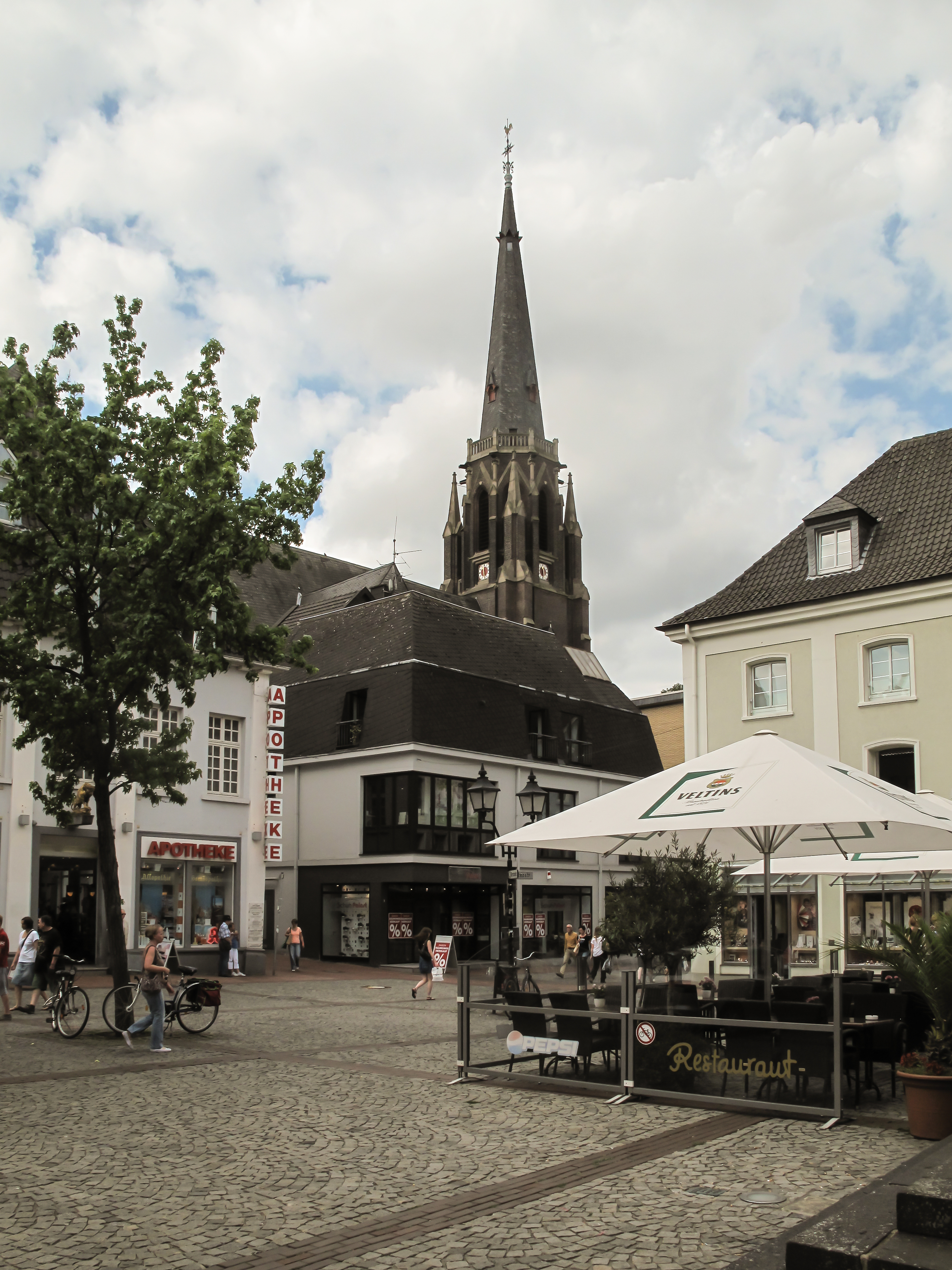
De Stadtkirche in straatzicht
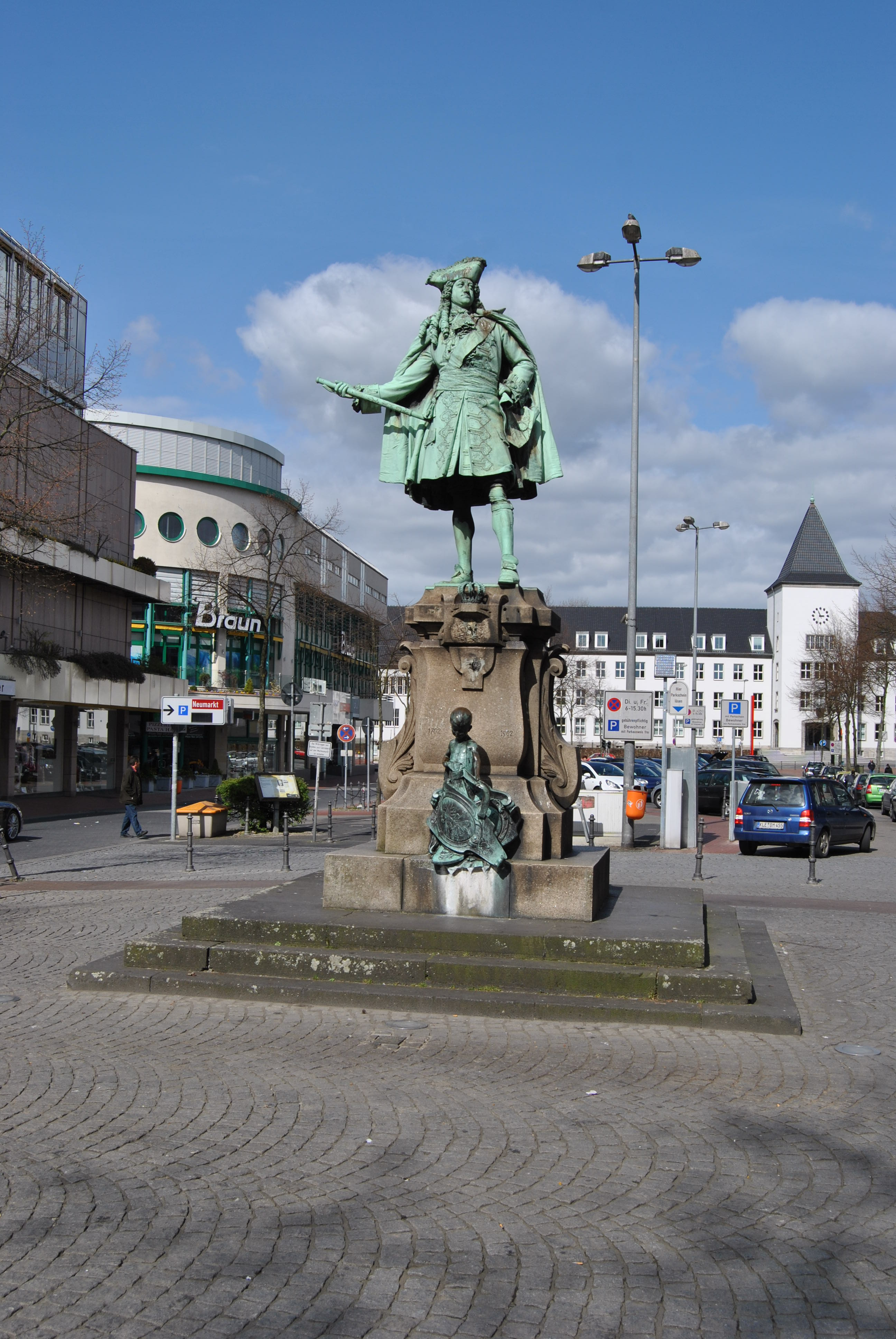
Neumarkt
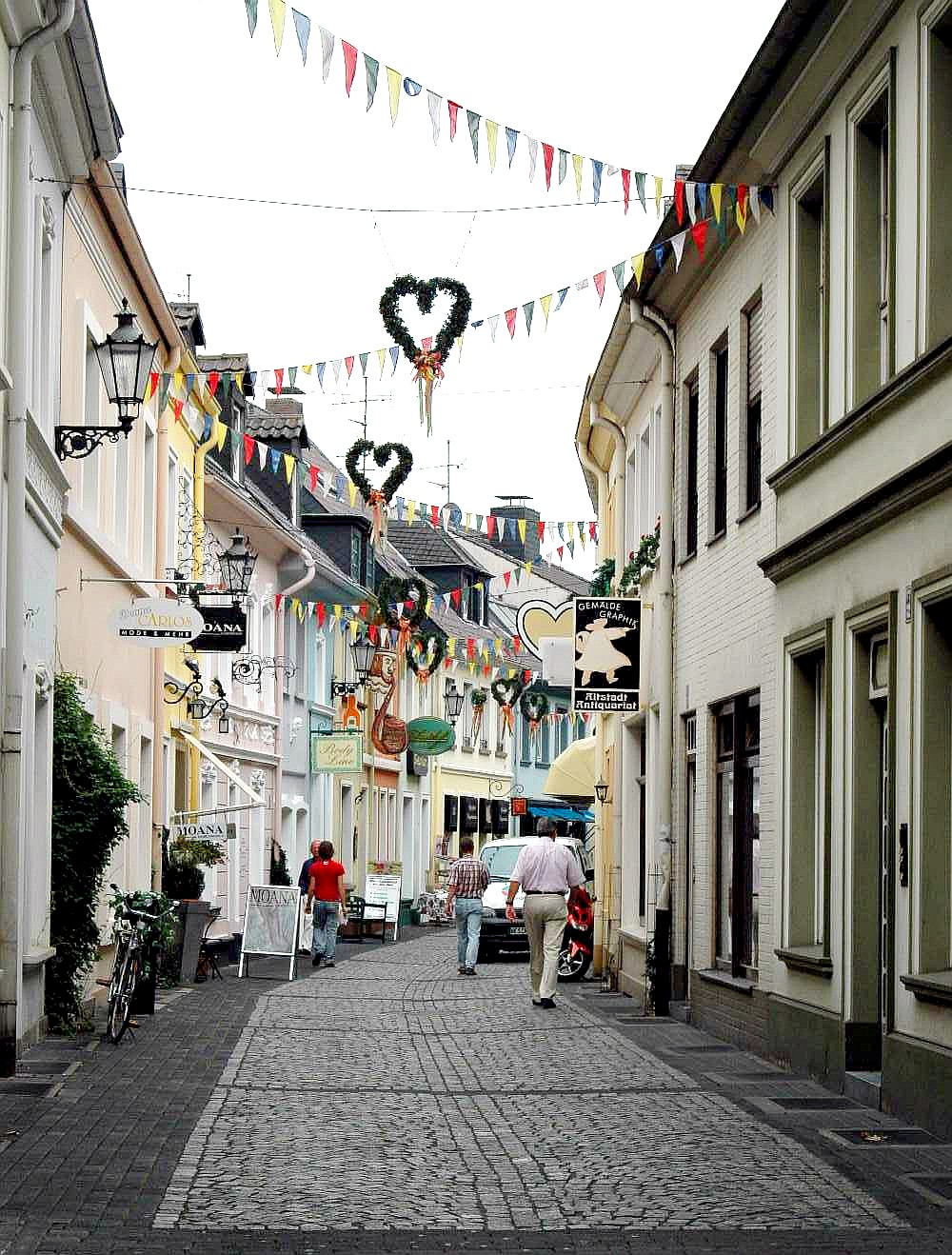
Friedrichstraße